# Odprto prvenstvo Francije 1985
Odprto prvenstvo Francije 1985 je teniški turnir za Grand Slam, ki je med 27. majem in 9. junijem 1985 potekal v Parizu.

## Moški posamično
Mats Wilander :  Ivan Lendl, 3–6, 6–4, 6–2, 6–2

## Ženske posamično
Chris Evert :  Martina Navratilova, 6–3, 6–7(4-7), 7–5

## Moške dvojice
Mark Edmondson /  Kim Warwick :  Schlomo Glickstein /  Hans Simonsson, 6–3, 6–4, 6–7, 6–3

## Ženske dvojice
Martina Navratilova /  Pam Shriver :  Claudia Kohde-Kilsch /  Helena Suková, 4–6, 6–2, 6–2

## Mešane dvojice
Martina Navratilova /  Heinz Günthardt :  Paula Smith /  Francisco González, 2–6, 6–3, 6–2